# Micronycteris megalotis
Micronycteris megalotis is een zoogdier uit de familie van de bladneusvleermuizen van de Nieuwe Wereld (Phyllostomidae). De wetenschappelijke naam van de soort werd voor het eerst geldig gepubliceerd door Gray in 1842.